# Bombardier Talent 2

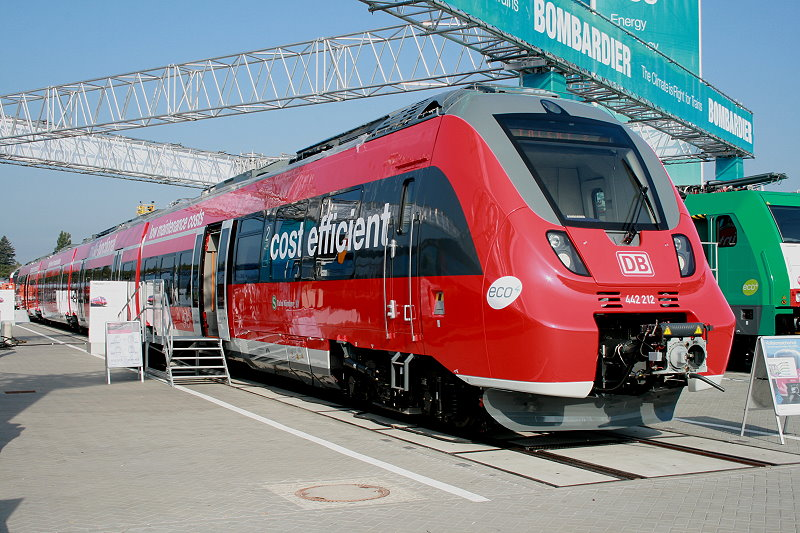
A Talent 2 a berlini InnoTranson

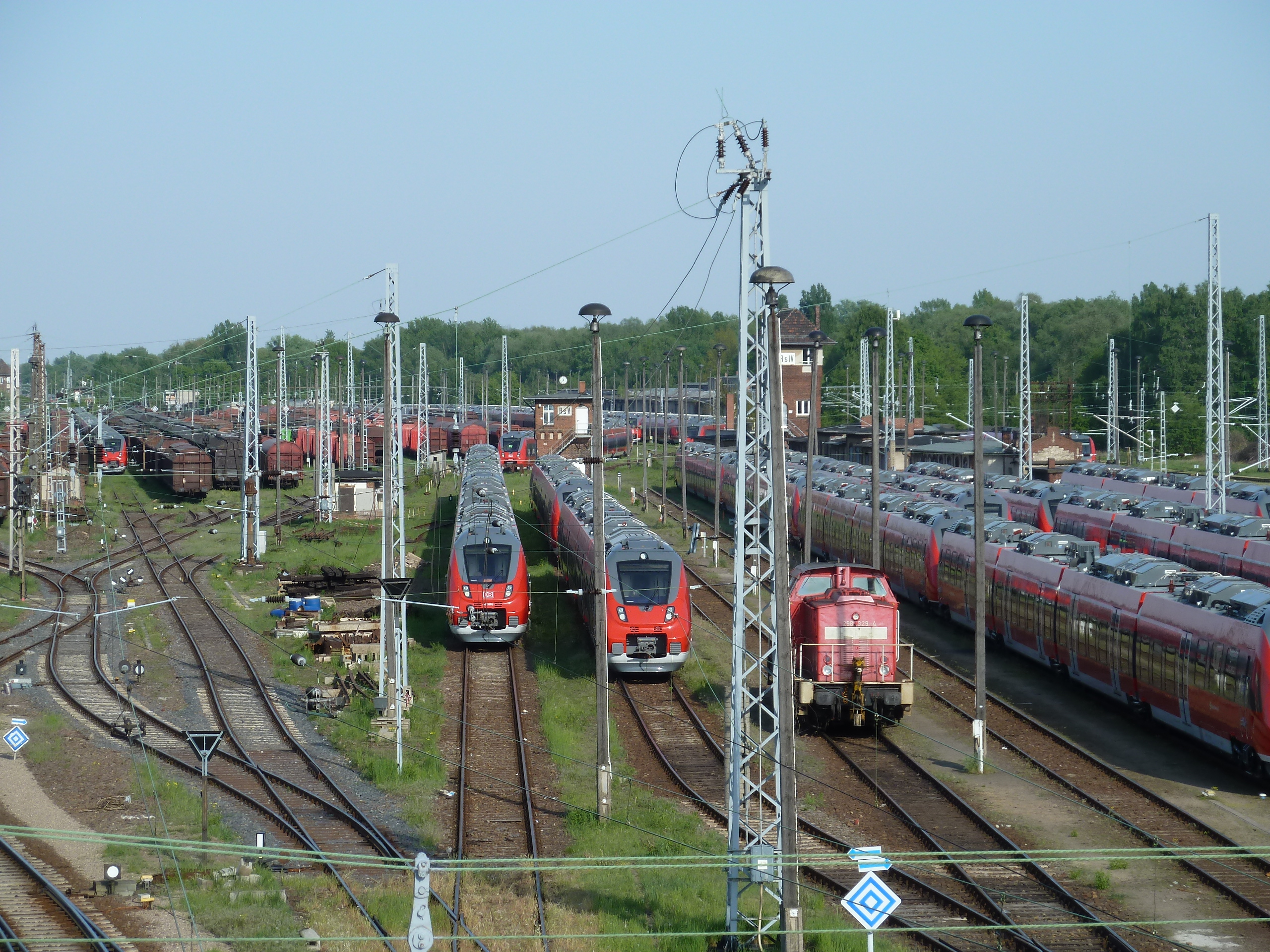
A Talent 2-esek várakoznak az engedélyre Wustermark pályaudvarán

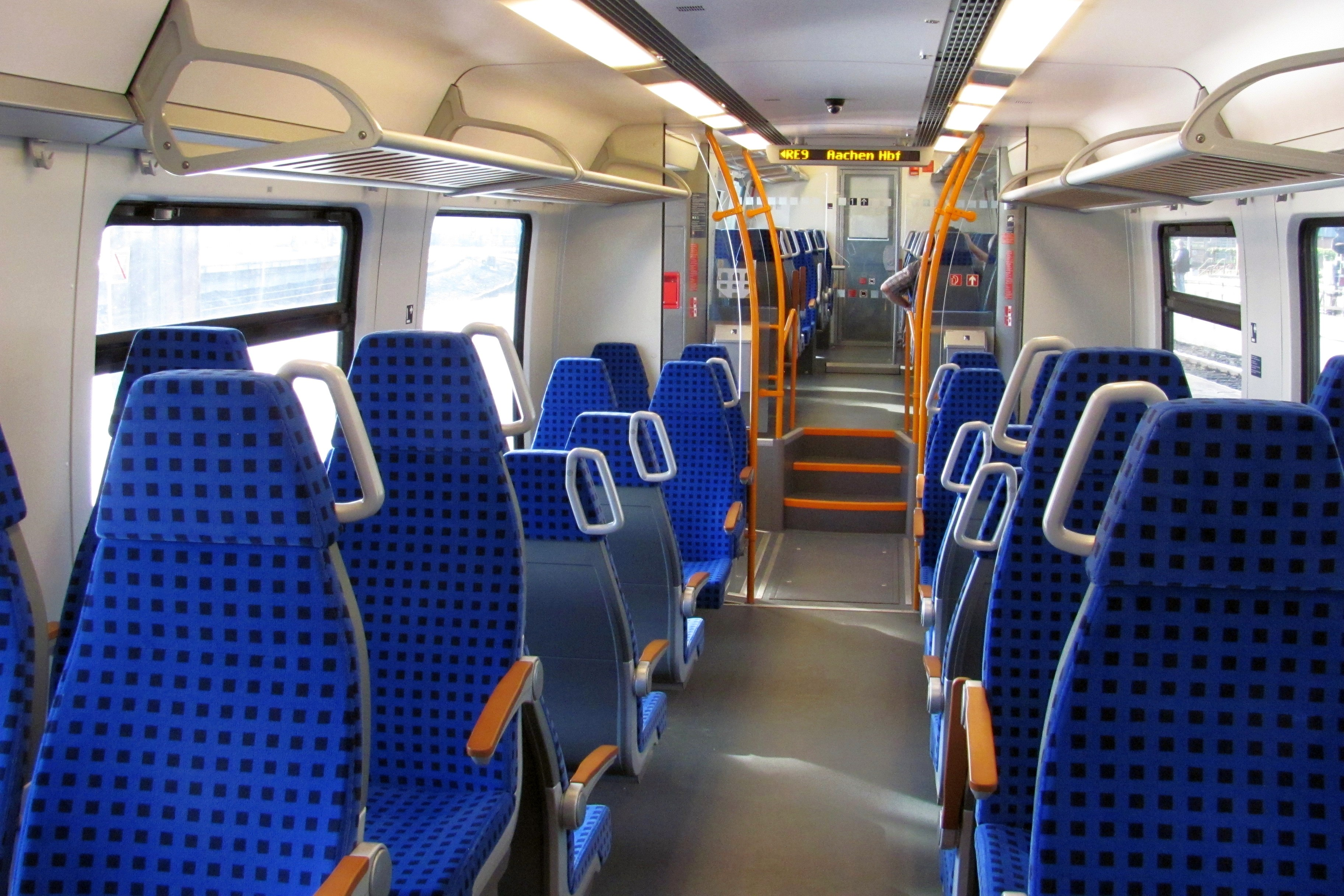
A motorvonat utastere

A DB 442 sorozat, vagy más néven a Bombardier Talent 2, a Bombardier Transportation villamosmotorvonat-sorozata.

## Műszaki jellemzése
A 2008-ban az InnoTrans-on bemutatott Talent 2 villamos motorvonat család fontos jellemzője a moduláris koncepció, amely magas szintű szabványosítást kínál. Ez az üzemeltetők számára szinte korlátlan rugalmasságot tesz lehetővé a konfiguráció tekintetében, valamint biztosítja a költséghatékonyságot és a költségek átláthatóságát. Az innovatív, kit típuselv alkalmazásának eredményeként egy adott járműtípusnak akár 250 variánsa lehetséges, azaz a 2-6 részes motorvonatok számos különböző modullal szerelhetők fel, attól függően, hogy elővárosi, helyközi vagy távolsági forgalomban közlekednek.
A Talent 2 vonatok biztosítják a kényelmes utazást a mozgásukban, látásukban vagy hallásukban korlátozott utasok számára is, a speciális igényeiknek megfelelően kialakított mosdóhelyiséggel, beszállási lehetőséggel, hangos és vizuális utastájékoztató rendszerrel, valamint Braille-írásos feliratokkal. Általában a Talent 2 korszerű külső és belső kialakítása, valamint az átjárhatósága lehetővé teszi a jármű jobb áttekinthetőségét, és ezáltal növeli az utasok biztonságérzetét.
A Bombardier Mitrac hajtás- és vezérlési rendszer által lehetővé tett változtatható vontatási teljesítmény különösen hatékonnyá teszi a jármű energiafelhasználását. Ez azt jelenti, hogy motorvonatok alkalmazkodnak a gyakori gyorsítást és fékezést igénylő elővárosi forgalomhoz, és 160 km/órás sebességével a regionális vasúti hálózat igényeihez is. A biztonságot tekintve is előremutató, mivel máris megfelel a jövő európai törési előírásainak.

## Üzemeltetők
A Bombardier Transportation két részletben összesen 61 új Bombardier Talent 2 motorvonatra szóló megrendelést kapott a DB Regio AG-tól a 2007 februárban aláírt 321 darab Talent 2 motorvonat szállítására vonatkozó 1,2 milliárd euró értékű keretmegállapodás részeként. A járművek közül 42 a Nürnberg környéki elővárosi vonalakon, 13 a Moselbahn vonalán Koblenz és Trier/Perl között, 6 pedig Cottbus és Lipcse között közlekedik. 2008-ban a Deutsche Bahn további 15 motorvonatot rendelt meg A Rajna-Sieg hálózatra. Azonban a motorvonatok még 2011-ben sem álltak forgalomba, mert a Szövetségi Vasúti Hivatal (Eisenbahn Bundesamt, EBA) nem adta meg az engedélyt, hogy közforgalomban közlekedjenek. Számos hiba, hiányosság derült ki a próbamenetek során, amit a gyártó és a jövőbeli üzemeltetők igyekeztek kijavítani. Miután a motorvonatok gyártása megkezdődött, a már elkészült szerelvények különböző gyárudvarokon, rendezőpályaudvarok vágányain várakoztak az engedély megérkezéséig.

### Nürnberg
A nürnbergi négyrészes motorvonatok 225 kényelmes másodosztályú üléssel rendelkeznek az elegánsan kialakított légkondicionált utasterekben.

### Moselbahn
Az utasok a Moselbahn modell esetében is élvezhették a korszerű járművel történő utazás előnyeit, 119 vagy 250 (2 illetve 4 részes motorvonat esetén) kényelmes üléssel, első- és másodosztályú utasterekkel, valamint igényes légkondicionált belső térrel. A Moselbahn kocsikon az ülések elrendezése lehetővé teszi rendezvények tartását is.

### Cottbus és Lipcse
A Cottbus és Lipcse között utazóknak 111 vagy 225 (2 illetve 4 részes motorvonat esetén) ülőhely áll rendelkezésére. A négyrészes motorvonatok mindegyikében lesz ital- és ételautomata, és egy kellemes kialakítású bisztrórész. A vonatok klimatizáltak, beszállási magasságuk pedig 550mm. Az utasokat képernyőkön tájékoztatják a csatlakozásokról. Az 1. osztály az összes motorkocsikon bőrözött ülésekkel rendelkezik.

### Aachen-Siegen
A vonatok az Aachen-Köln-Siegen útvonalon közlekednek Rhein-Sieg-Express (RSX) néven. Ezáltal 76-ra nőtt a DB által a 2007. februárban aláírt maximum 321 motorvonat szállítására vonatkozó keret-megállapodás részeként megrendelt motorvonatok száma.